# Heinrich (princeps militiae)
Heinrich I. (860 bezeugt; † 28. August 886 vor Paris) aus der Familie der fränkischen Babenberger war der ältere Sohn des Grafen Poppo im Saalgau, Markgraf von Friesland.
Ebenso wie sein Vater war Heinrich ein erklärter Gegner König Ludwig des Deutschen (840–876) und war in die Verschwörung gegen Ludwig verwickelt, die ab dem Jahr 861 im östlichen Franken und in Bayern so unkoordiniert für Aufruhr sorgte, dass der König seine Gegner nacheinander unterwerfen konnte.
Im Jahr 866 war er der princeps militiae des Teilkönigs Ludwig III. des Jüngeren, unter Karl III. dem Dicken als dessen oberster Feldherr zeitweise marchio francorum und  dux Austrasiorum. Im Jahr 880 war Heinrich der Befehlshaber des Heeres, das gegen den elsässischen Herzog Hugo, den Sohn Lothars II., zog. Seine wichtigste Aufgabe war jedoch die Bekämpfung der in das Rheinland einfallenden Normannen. 884 stand er an der Spitze des Heeres, das Sachsen gegen die Normannen verteidigte (an seiner Seite auch Bischof Arn) und befreite im gleichen Jahr das besetzte Duisburg und den Niederrhein von der Wikingerherrschaft. Im Jahr darauf beendete er auch die Herrschaft der Normannen in Friesland – dies gelang vor allem durch die Ermordung der normannischen Heerführer Gottfried und Sigfrid. Im gleichen Jahr griff er zugunsten seines Bruders Poppo (II.) auch in den Streit um das Amt des thüringischen Herzogs ein.
Ein Jahr später, 886, wieder im Einsatz gegen die Normannen, diesmal in Neustrien als dortiger Militärbefehlshaber Karls III., geriet Heinrich bei der Belagerung von Paris durch die Normannen, die er aufheben sollte, in einen Hinterhalt: Sein Pferd stürzte bei einem Erkundungsritt, den er von der Königspfalz Quierzy an der Oise gestartet hatte, in eine normannische Fallgrube, und Heinrich wurde in der Grube von in der Nähe versteckt lauernden Normannen erschlagen. Er wurde im Kloster St. Médard in Soissons begraben.
Als Ehefrau Heinrichs wird in der Forschung Ingeltrud, die Tochter Eberhards von Friaul diskutiert.
Heinrich war der Vater von drei Brüdern, die in der Babenberger Fehde unmkamen:
- Adalbert, Graf 888, hingerichtet 9. Juni 906,
- Adalhard, Graf 888, hingerichtet 902,
- Heinrich; Graf 888, † 902/903,

Zudem hatte er eine Tochter, Hadui(ch) († 24. Dezember 903), die seit etwa 869/870 mit dem Liudolfinger Otto dem Erlauchten, Herzog von Sachsen († 30. November 912) verheiratet war. Somit war der princeps militiae Heinrich der Großvater des deutschen Königs Heinrich I. und derjenige, der den eigentlich robertinischen Namen Heinrich in den ostfränkischen Adel einbrachte.